# 呵叻泰人
呵叻泰人，是分布於泰國呵叻府的泰國人分支，人口約60万人。
他們生活的地方是泰國中部王國，瀾滄王國和柬埔寨王國交界，有不同的來源，但因泰文化而成為泰國人的一部分。
他們的形成可追溯到18世紀後期，大城王国的那萊王下令為他王國的東部要塞建立一個新城市。這是呵叻城的起源。他們一部分人宣稱自己是泰國士兵與當地高棉女人的後裔。